# درعون

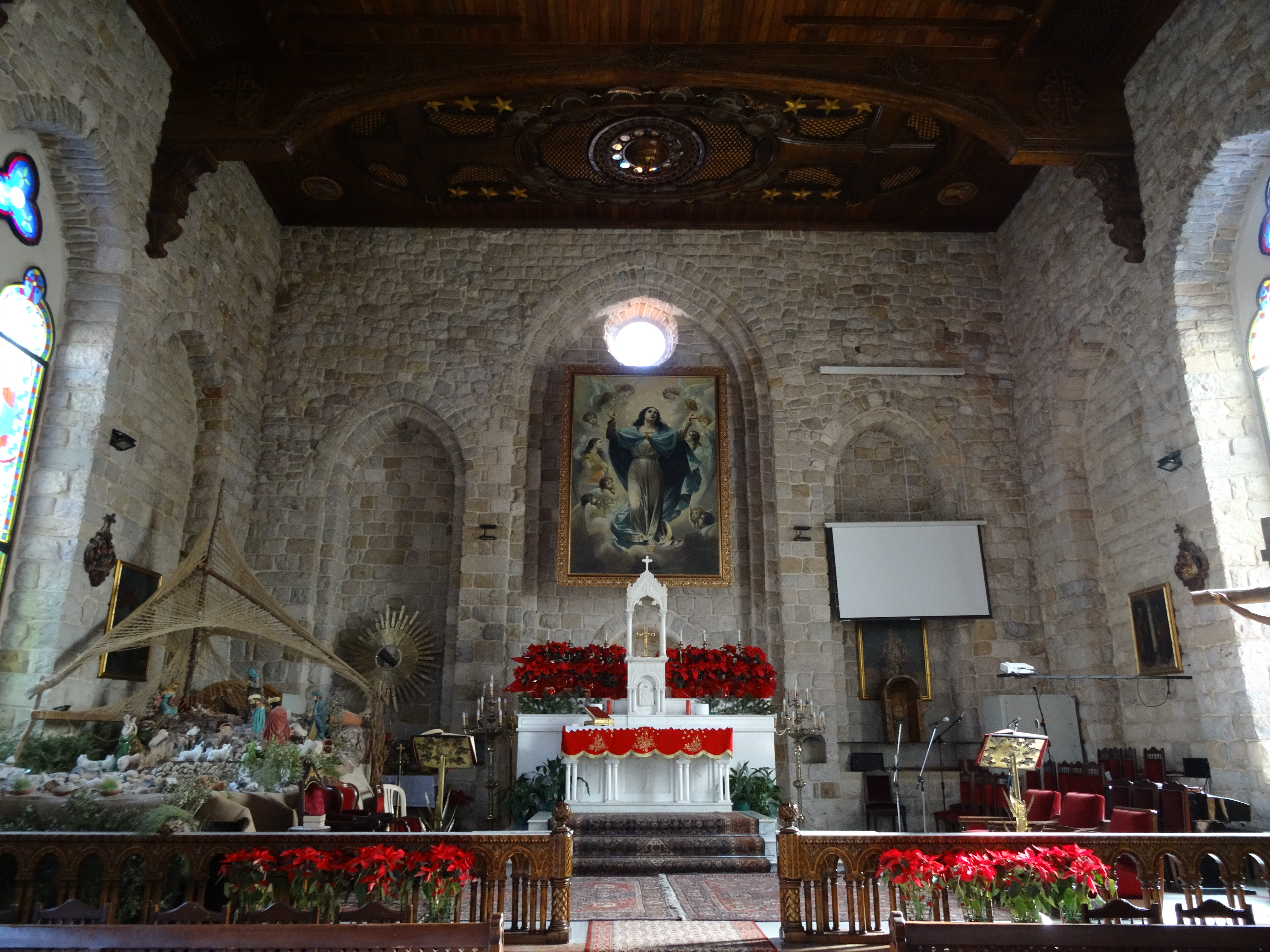
درعون در لبنان

درعون (به عربی: درعون) یک منطقهٔ مسکونی در لبنان است که در شهرستان کسروان واقع شده‌است.